# Перова, Елена Юрьевна
Перова, Елена Юрьевна — ректор Восточно-Сибирского государственного института культуры (ВСГИК), кандидат экономических наук, доцент.

## Биография
Перова Елена Юрьевна родилась 19 июля 1974 г. в г. Улан-Удэ.
В 1997 году Перова устроилась работать в Восточно-Сибирскую государственную академию культуры и искусств.
В 2001 году Елена Юрьевна закончила Восточно-Сибирскую государственную академию культуры и искусств по специальности «Информационные системы в социально-культурной сфере», получив квалификацию «менеджер информационных систем».
В 2004—2007 годах обучалась в Восточно-Сибирском государственном технологическом университете, в заочной аспирантуре по специальности «Экономическая теория».
В 2008 году Перова Е. Ю. защитила кандидатскую диссертацию по теме: «Рынок образовательных услуг: особенности и тенденции развития в условиях информационной экономики», получив ученую степень кандидата экономических наук.
В 2015 году Перова Е. Ю. была назначена и. о. ректора ВСГИК.
В 2016 году окончила Восточно-Сибирский государственный университет технологий и управления по специальности «Государственное и муниципальное управление».
В 2017 году Перовой Е. Ю. присвоено звание доцента.
В ноябре 2019 году Перова Елена Юрьевна была выбрана ректором ВСГИК.
Область научных интересов: рынок образовательных услуг, информационная экономика, этноэкономика, эффективное управление вузом. Ею опубликовано более 30 работ по проблемам развития рынка образовательных услуг в современных условиях. Кроме того, Перова является редактором научного журнала « Вестник Восточно-Сибирского государственного института культуры»
Перова Е. Ю. является:
- членом Совета по науке и инновациям при Главе Республики Бурятия
- членом Совета по развитию туризма при Главе Республики Бурятия
- членом Совета по кадровой политике при Главе Республики Бурятия
- членом Совета по стратегическому планированию при Главе Республики Бурятия
- членом Коллегии Министерства культуры Республики Бурятия
- участником экспертной площадки по формированию Стратегии социально-экономического развития Республики Бурятия до 2030 г.
- участником проекта «База кадрового потенциала Министерства культуры Российской Федерации и подведомственных организаций» (БКП МК РФ) 2015, 2016 гг.

## Санкции
6 марта 2022 года после вторжения России на Украину подписала письмо в поддержу российской агрессии. С 9 июня 2022 года находится под персональными санкциями Украины за поддержку войны. Также была внесена ФБК в список коррупционеров и разжигателей войны за поддержку нападения на Украину, 16 марта 2022 года форумом свободной России внесена в «Список Путина» с предложением введения против неё международных санкций.